# Moritellaceae
Moritellaceae — невелика родина морських протеобактерій порядку Alteromonadales. Містить 8 видів у двох родах.

## Опис
Галофільні факультативні анаероби, ізольовані з морського середовища. Представники роду Moritella психрофільні, роду Paramoritella — мезофільні. Moritella були виділені з морської води, осаду та зразків риби з холодних морських середовищ. Види Moritella вивчались як модельні мікроорганізми, що пристосовані до низьких температур води. Вони відомі як виробники поліненасичених жирних кислот, таких як докозагексаєнова кислота. Рід Paramoritella виділений з твердих коралів та морського піску з тропічних морських середовищ. Ці два роди чітко диференційовані за середовищем існування та властивостями температури зростання.

## Філогенія
Родина філогенетично тісно пов'язана з родиною Shewanellaceae.

## Класифікація
- Moritella Urakawa et al., 1999
  - Moritella abyssi Xu et al., 2003
  - Moritella dasanensis Kim et al., 2008
  - Moritella japonica Nogi et al., 1999
  - Moritella marina (Baumann et al., 1984) Urakawa et al., 1999
  - Moritella profunda Xu et al., 2003
  - Moritella viscosa (Lunder et al., 2000) Benediktsdóttir et al., 2000
  - Moritella yayanosii Nogi and Kato, 1999
- Paramoritella Hosoya et al., 2009
  - Paramoritella alkaliphila Hosoya et al., 2009